# S/2004 S 24
S/2004 S 24 là một vệ tinh tự nhiên của Sao Thổ và chuyển động cùng chiều nằm ngoài cùng nhất đã biết. Công bố phát hiện của Scott S. Sheppard, David C. Jewitt và Jan Kleyna vào ngày 7 tháng 10 năm 2019 từ các quan sát thực hiện trong khoảng thời gian từ ngày 12 tháng 12 năm 2004 đến ngày 22 tháng 3 năm 2007.
S/2004 S 24 có đường kính khoảng 3 km và quay quanh Sao Thổ ở khoảng cách trung bình 22,901 triệu km, chu kỳ quỹ đạo 1.294,25 ngày, độ nghiêng 35,5° so với hoàng đạo, trong chuyển động cùng chiều và độ lệch tâm 0,085. Do độ nghiêng của nó tương tự như bốn thành viên đã biết đến của nhóm Gaul nên S/2004 S 24 có thể thuộc nhóm Gaul. Tuy nhiên, quỹ đạo của nó xa hơn nhiều và điều này đặt ra nghi vấn về sự phân loại này. Rất có thể là nó thuộc về nhóm riêng của chính nó.
Cơ chế hình thành chính xác của S/2004 S 24 vẫn chưa rõ và do độ lệch tâm thấp (0,085) của nó nên quỹ đạo bắt giữ là không thể. Tuy nhiên, S/2004 S 24 có quỹ đạo ngược hướng với tất cả các vệ tinh khác trong khu vực quỹ đạo của nó, khiến nó không thể tồn tại trong quỹ đạo này trong suốt lịch sử hệ Mặt Trời.